# Lista de ilhas da Paraíba

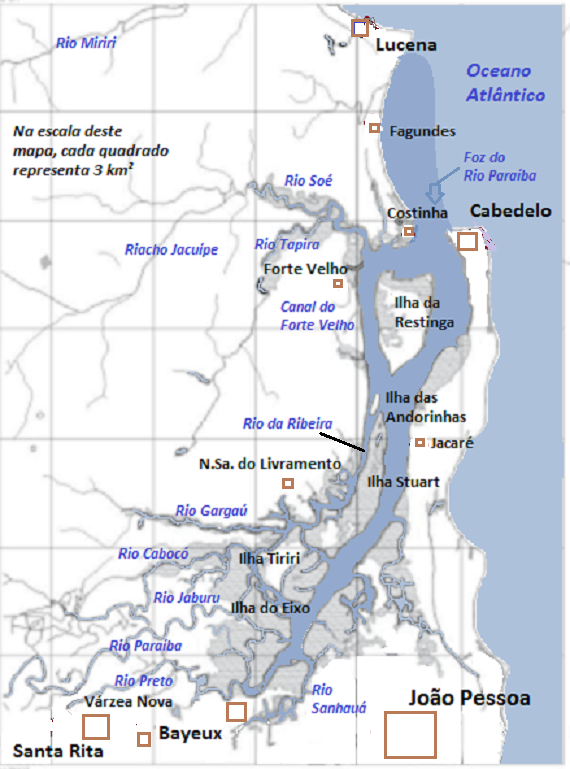
Mapa do estuário do rio Paraíba e suas ilhas

Esta é uma lista de ilhas do Estado da Paraíba, Brasil.

## Oceano Atlântico
- Ilha de Areia Vermelha (ilha temporária, de baixa-mar)

## Estuário do Rio Paraíba do Norte
- Ilha da Restinga
- Ilha Stuart
- Ilha Tiriri
- Ilha do Eixo
- Ilha das AndorinhasReferências

1. ↑  «Não afoguem as ilhas do Paraíba». www.itpa.org.br. Consultado em 21 de agosto de 2016